# Przegrupowanie Friesa
Przegrupowanie Friesa – reakcja chemiczna, której ulegają estry fenoli podczas ogrzewania w obecności kwasu Lewisa, prowadząca do otrzymania fenolo-ketonów. Nazwa reakcji pochodzi od jej odkrywcy, niemieckiego chemika Karla Theophila Friesa.

## Przebieg reakcji
Przegrupowanie Friesa następuje w wyniku ogrzewania estru fenolu z kwasem Lewisa. Jako rozpuszczalnik stosuje się najczęściej dwusiarczek węgla. Podczas reakcji grupa acylowa zostaje w całości przeniesiona od fenolowego atomu tlenu w pozycję orto lub para.
Zwykle w wyniku reakcji otrzymuje się mieszaninę produktów orto i para, które można stosunkowo łatwo rozdzielić dzięki różnicom w lotności z parą wodną – związki orto są lotne z parą wodną, związki para są nielotne.

## Mechanizm reakcji
Wprawdzie mechanizm przegrupowania Friesa nie jest dokładnie poznany, najbardziej prawdopodobnie jednym z produktów pośrednich jest karbokation – jon acyliowy RCO+, powstający w wyniku ataku kwasu Lewisa. Między atomem tlenu grupy karbonylowej a kwasem Lewisa (np. AlCl3) wytwarza się wiązanie koordynacyjne. Tlen zyskuje formalny ładunek dodatni, który częściowo przejmuje atom węgla i powoduje polaryzację i osłabienie wiązania między tym atomem węgla a fenolowym atomem tlenu. Ostatecznie następuje przeniesienie kwasu Lewisa na fenolowy atom tlenu i uwolnienie karbokationu acyliowego. Ta nietrwała cząstka atakuje pierścień na tej samej zasadzie, co w acylowaniu metodą Friedla-Craftsa.